# Stenåsa socken
Stenåsa socken på Öland ingick i Möckleby härad, ingår sedan 1971 i Mörbylånga kommun och motsvarar från 2016 Stenåsa distrikt i Kalmar län.
Socknens areal är 44,12 kvadratkilometer varav land 43,65. År 2000 fanns här 209 invånare. Kyrkbyn Stenåsa med sockenkyrkan Stenåsa kyrka ligger i socknen. 

## Administrativ historik
Stenåsa sockenkyrka uppfördes under 1100-talet, och har murats kring en äldre träkyrka. I skriftliga källor omtalas socknen första gången i ett odaterat brev från omkring 1320 och ett daterat från 1346.
Huvuddelen av socknen tillhörde ursprungligen Hulterstads härad, sånär som på byn Fröslunda, omkring 1720 överfördes hela socknen till Möckleby härad.
Vid kommunreformen 1862 övergick socknens ansvar för de kyrkliga frågorna till Stenåsa församling och för de borgerliga frågorna till Stenåsa landskommun. Denna senare inkorporerades 1952 i Mörbylånga landskommun och uppgick 1971 i Mörbylånga kommun. Församlingen uppgick 2002 i Hulterstad-Stenåsa församling.
1 januari 2016 inrättades distriktet Stenåsa, med samma omfattning som församlingen hade 1999/2000.  
Socknen har tillhört samma fögderier och domsagor som Möckleby härad. De indelta båtsmännen tillhörde 2:a Ölands båtsmankompani.

## Geografi
Stenåsa socken ligger vid östra kusten av Öland. Socknen består av öppen odlingsbygd med alvarmark (stora alvaret) i väster.

## Fornminnen
Boplatser från stenåldern, gravrösen från bronsåldern och sju mindre järnåldersgravfält och ett större vid Frösslunda finns här. Två runristningar är kända, vid kyrkan, båda nu borta.

## Namnet
Namnet (1299 Stenhusum, 1514 Stenåssa), taget från kyrkbyn, består ursprungligen av en form av stenhus.

## Befolkningsutveckling
| Befolkningsutvecklingen i Stenåsa socken 1750–1990                                                      | Befolkningsutvecklingen i Stenåsa socken 1750–1990 | Befolkningsutvecklingen i Stenåsa socken 1750–1990 | Befolkningsutvecklingen i Stenåsa socken 1750–1990 | Befolkningsutvecklingen i Stenåsa socken 1750–1990 |
| --- | -------------------------------------------------- | -------------------------------------------------- | -------------------------------------------------- | -------------------------------------------------- |
| |                                                    |                                                    |                                                    |                                                    |
| År |                                                    |                                                    | Folkmängd                                          |                                                    |
| 1750 | 1750                                               |                                                    | 438                                                |                                                    |
| 1760 | 1760                                               |                                                    | 511                                                |                                                    |
| 1769 | 1769                                               |                                                    | 541                                                |                                                    |
| 1780 | 1780                                               |                                                    | 585                                                |                                                    |
| 1790 | 1790                                               |                                                    | 541                                                |                                                    |
| 1800 | 1800                                               |                                                    | 614                                                |                                                    |
| 1810 | 1810                                               |                                                    | 578                                                |                                                    |
| 1820 | 1820                                               |                                                    | 624                                                |                                                    |
| 1830 | 1830                                               |                                                    | 669                                                |                                                    |
| 1840 | 1840                                               |                                                    | 716                                                |                                                    |
| 1850 | 1850                                               |                                                    | 768                                                |                                                    |
| 1860 | 1860                                               |                                                    | 850                                                |                                                    |
| 1870 | 1870                                               |                                                    | 858                                                |                                                    |
| 1880 | 1880                                               |                                                    | 852                                                |                                                    |
| 1890 | 1890                                               |                                                    | 733                                                |                                                    |
| 1900 | 1900                                               |                                                    | 657                                                |                                                    |
| 1910 | 1910                                               |                                                    | 567                                                |                                                    |
| 1920 | 1920                                               |                                                    | 584                                                |                                                    |
| 1930 | 1930                                               |                                                    | 530                                                |                                                    |
| 1940 | 1940                                               |                                                    | 455                                                |                                                    |
| 1950 | 1950                                               |                                                    | 420                                                |                                                    |
| 1960 | 1960                                               |                                                    | 358                                                |                                                    |
| 1970 | 1970                                               |                                                    | 275                                                |                                                    |
| 1980 | 1980                                               |                                                    | 240                                                |                                                    |
| 1990 | 1990                                               |                                                    | 225                                                |                                                    |
| Anm: Källor: Umeå universitet - Tabellverket 1749-1859, Demografiska databasen, CEDAR, Umeå universitet |                                                    |                                                    |                                                    |                                                    |

### Fotnoter
1. 1 2 3  Svensk Uppslagsbok andra upplagan 1947–1955: Stenåsa socken
2. 1 2  Harlén, Hans; Harlén Eivy (2003). Sverige från A till Ö: geografisk-historisk uppslagsbok. Stockholm: Kommentus. Libris 9337075. ISBN 91-7345-139-8
3. 1 2  Det medeltida Sverige 4:3 Öland
4. ↑  ”Församlingar”. Statistiska centralbyrån. https://www.scb.se/hitta-statistik/regional-statistik-och-kartor/regionala-indelningar/forsamlingar/. Läst 30 december 2022.
5. ↑  Administrativ historik för Stenåsa socken (Klicka på församlingsposten). Källa: Nationella arkivdatabasen, Riksarkivet.
6. 1 2  Sjögren, Otto (1931). Sverige geografisk beskrivning del 2 Östergötlands, Jönköpings, Kronobergs, Kalmar och Gotlands län. Stockholm: Wahlström & Widstrand. Libris 9939
7. 1 2 3  Nationalencyklopedin
8. ↑  Fornlämningar, Statens historiska museum: Stenåsa socken
9. ↑  Fornminnesregistret, Riksantikvarieämbetet: Stenåsa socken Fornminnen i socknen erhålls på kartan genom att skriva in sockennamn (utan "socken") i "Ange geografiskt område"